# Memnonova kolosa
Memnonova kolosa (arabsko el-Colossat ali es-Salamat) sta dva ogromna kamnita kipa faraona Amenhotepa III., ki je vladal v Egiptu med XVIII. dinastijo. V zadnjih 3400 letih (od 1350 pr. n. št.) sta stala v Tebanski nekropoli, zahodno od reke Nil in sodobnega mesta Luksor. 

## Opis
Dva kipa prikazujeta Amenhotepa III. v sedečem položaju, z rokami na kolenih in pogledom proti vzhodu (dejansko VZV po sodobnih podatkih) proti reki. Dve manjši figuri sta izrezani v prednji del prestola ob njegovih nogah: to sta njegova žena Tiye in mati Mutemwiya. Stranske plošče prikazujejo nilskega boga Hapija.
Kipi so izdelani iz blokov kremenčevega peščenjaka, ki je bil pridobljen pri el-Gabal el-Ahmar (blizu današnjega Kaira) in so ga pripeljali 675 km po kopnem do Teb. Verjetno je, da so bili kamni pretežki, da bi bili prepeljani proti toku Nila. Bloki, ki so jih pozneje uporabljali rimski inženirji za rekonstrukcijo severnega kolosa, so morda prišli iz Edfuja (severno od Asuana). Vključno s kamnitimi ploščadmi na katerih stojijo - s približno 4 m - kolosa segata 18 m visoko in tehtata po ocenah 720 ton. Obe figuri sta približno 15 m narazen. 
Oba kipa sta precej poškodovana, značilnosti nad pasom pa praktično neprepoznavne. Južni kip je sestavljen iz enega kamna, severna figura ima v spodnji polovici široko razpoko in nad pasom je sestavljena iz petih kamnov. Te zgornje ravni sestavlja drugačna vrsta peščenjaka in so posledica kasnejšega poskusa obnove (v času Rimskega cesarstva). Verjamejo, da sta bila prvotno oba kipa identična med seboj, čeprav so se napisi in manjši okrasi lahko razlikovali.
Prvotna funkcija kolosov je bila varovati vhod v spominski ali pogrebni tempelj Amenhotepa: ogromen kip, zgrajen v času življenja faraona, kjer so ga častili kot boga na zemlji pred in po njegovem odhodu iz tega sveta. V tem času je bil ta tempeljski kompleks največji in najbolj bogat v Egiptu. Skupno je obsegal 35 ha, tudi kasnejši tekmeci, kot sta Ramesseum Ramzesa II. ali Medesset Habu Ramzesa III., nista uspeli preseči tega območja; tudi tempelj v Karnaku je bil manjši.
Z izjemo kolosov pa danes v Amenhotepovem templju ostaja zelo malo. Stal je ob robu Nilovih poplav in te zaporedne letne poplave so ga odplaknile so temeljev - znamenita litografija iz leta 1840, ki jo je izdelal David Roberts, kaže kolosa obkrožena z vodo.

## Potres
Kmalu po njegovi izgradnji je bil uničen zaradi potresa, ki ga je armenski inštitut za seizmologijo nedavno datiral do leta 1200 pred našim štetjem. Preostanke je uničil potres leta 27. pr. n. št., Potem pa so jih Rimljani delno rekonstruirali. 
Potres leta 1200 pr. n. št. je odprl tudi številne razpoke v tleh, kar pomeni, da so pokopani številni kipi, nekateri v prvotnem stanju. Ti so bili predmet obsežne restavracije in izkopavanj, ki jih je izvedel armenski / nemški arheolog Hourig Sourouzian, ki je razkril, da so kompleks sestavljali trije stebri, od katerih je vsak imel spredaj ogromen kip, medtem ko je bil pravokotni tempeljski kompleks sestavljen iz peristilnega dvorišča obkroženega s stebri. Do sedaj so bili ponovno postavljeni štirje kipi, medtem ko je približno 200 kipov ali kosov kipov v muzeju v  Luksorju, nekateri na ogled, drugi v depojih čakajo na konzervacijo. 

## Ime
Sodobno arabsko ime je Kom el-Hatan, vendar je po rimskem imenu splošno znan kot Memnonov tempelj. Memnon je bil junak trojanske vojne, kralj Etiopije, ki je vodil svojo vojsko iz Afrike v Malo Azijo, da bi pomagal braniti obkoljeno mesto, vendar ga je Ahil na koncu ubil. Memnon (katerega ime pomeni 'vdan' ali 'neomajen') je bil sin Eos, boginje zore.  Povezan je bil s kolosoma, zgrajenima več stoletij prej, zaradi poročanja o joku ob zori severnega kipa, ki je postal znan kot Memnonov kolos. Sčasoma je celotna Tebanska nekropola postala splošno imenovana Memnonium , zaradi česar je bil "vladar zahoda", kot v primeru boga Ozirisa, ki je bil vodja zahoda.

## Oglašanje
V 27. pr. n. št. je velik potres porušil severni kolos, ki ga je porušil nad pasom in pustil spodnjo polovico. Po porušitvi je bila preostala spodnja polovica tega kipa znana po "petju" ob različnih priložnostih - vedno v uri ali dveh ob sončnem vzhodu, po navadi obzori. O zvoku so najpogosteje poročali v februarju ali marcu, vendar je to verjetno bolj odsev turistične sezone in ne kateri koli dejanskega vzorca. [11] Prva omemba v literaturi je grškega zgodovinarja in geografa Strabona, ki je trdil, da je slišal zvok med obiskom leta 20 pr. n. št., ko je bil očitno že znan. Opis je bil raznolik; Strabon je rekel, da je zvenel "kot udarec"; Pavzanij ga je primerjal s "lomom lire", vendar so ga opisali tudi kot udarjanje medenine ali žvižganje. Drugi starodavni viri so Plinij (ne iz osebnih izkušenj, vendar je zbiral druga poročila), Pavzanias, Tacit, Filostrat in Juvenal. Poleg tega je temelj kipa vpisana s približno 90 ohranjenimi napisi sodobnih turistov, ki poročajo, ali so slišali zvok ali ne.
Legenda o "pojočem Memnonu", sreči to slišati, je bila znana, in prinašala kipu ugled orakeljske moči tudi zunaj Egipta in stalen tok obiskovalcev, vključno z več rimskimi cesarji. Zadnja zabeležena zanesljiva omemba zvoka je iz leta 196. Nekoč kasneje v rimski dobi so bili dodani zgornji sloji peščenjaka (prvotni ostanki zgornje polovice nikoli niso bili najdeni); datum te rekonstrukcije ni znan, krajevna tradicija pa ga postavlja okoli leta 199 in jo pripisuje rimskemu cesarju Septimiju Severu, da bi se poskušal nakloniti preroku (znano je, da je obiskal kip, a ni slišal zvokov) .
Za pojav so bile različne razlage in so dveh vrst: naravne ali umetne. Strabon je seveda bil preveč daleč, da bi lahko ugotovil njeno naravo: poročal je, da ne more ugotoviti ali je prišel iz podstavka, zgornje površine ali "ljudi, ki so stali okoli baze". Če je naraven, je zvok verjetno povzročila naraščajoča temperatura in izhlapevanje rose v notranjosti porozne kamnine. Podobni zvoki, čeprav precej redki, so bili slišani od nekaterih drugih egipčanskih spomenikov (Karnak je običajna lokacija za bolj sodobna poročila). Morda je najbolj prepričljiv argument, da je rezultat človeških dejavnikov.
Nekateri omembe zvoka v zgodnji moderni dobi (konec 18. in zgodnjega 19. stoletja) se zdijo lažne, bodisi s strani pisateljev ali morda s strani domačinov, ki ohranjajo ta pojav.
"Pojoči Memnon" je viden na enem mestu pri Peer Gyntu Henrika Ibsena.
Prav tako se pojavi v pravljici Oscarja Wilda "Srečni princ.